# أوسكار ياكوبسون
أوسكار ياكوبسون (بالسويدية: Oscar Jacobsson)‏ هو رسام كارتون سويدي، ولد في 7 نوفمبر 1889 في غوتنبرغ في السويد، وتوفي في 25 ديسمبر 1945 في  في السويد.